# Irwol-myeon
Irwol-myeon (koreanska: 일월면) är en socken i kommunen Yeongyang-gun i provinsen Norra Gyeongsang i den östra delen av
Sydkorea, 210 km sydost om huvudstaden Seoul.